# Giacomo Gianiel
Giacomo Gianiel (řeholním jménem: Giacomo od svatého Aloise; 3. března 1714, Tinizong – 14. srpna 1750, Cellere) byl italský řeholník kongregace passionistů. Katolická církev ho uctívá jako ctihodného.

## Život
Narodil se 3. března 1714 v Tinizongu jako syn Giovanni Gianiela a Anny Marie Durbant.
V 16 letech se kvůli práci odstěhoval do Říma. Stal se panošem knížete Bartolomea Corsiniho. Byl dobře povahy se sklonem k náboženskému životu. Navštěvoval Oratoř svatého Františka Xaverského v Caravitě a pomáhal nemocným.
Kníže Corsini, který si všiml jeho zbožnosti, mu navrhl, aby vstoupil k Františkánům, což Giacomo udělal, ale kvůli zdraví brzy řád opustil.
Později se setkal se svatým Pavlem od Kříže, který jej přijal do svého noviciátu na Monte Argentario. Dne 18. prosince 1742 přijal řeholní hábit a složil své řeholní sliby. Na Monte Argentario zůstal pět let. Poté odešel do kláštera Madonna del Cerro v Tuscanii. Byl čten pro svou skromnost a pracovitost.
Onemocněl malárií a 14. srpna 1759 zemřel.

## Proces blahořečení
Dne 26. ledna 1981 byl v diecézi Viterbo zahájen jeho proces blahořečení.
Dne 21. prosince 1989 uznal papež Jan Pavel II. jeho hrdinské ctnosti.